# Distrito de Tawang
Tawang es un distrito de India en el estado de Arunachal Pradesh. Código ISO: IN.AR.TA.
Comprende una superficie de 2 085 km².
El centro administrativo es la ciudad de Tawang.

## Demografía
Según censo 2011 contaba con una población total de 49 950 habitantes.